# Atentado terrorista en Karachi de 2007
El atentado territorista en Karachi consistió en dos explosiones suicidas ocurridas el 18 de octubre de 2007 en la ciudad pakistaní de Karachi, al paso de una comitiva en que se trasladaba Benazir Bhutto, ex primera ministra del país, que retornaba tras ocho años de exilio. Las explosiones causaron por lo menos 139 muertos y cerca de 500 heridos entre los miles de asistentes a la bienvenida de la ex primera ministra. La gran mayoría de las víctimas son miembros del Partido Popular de Pakistán, que lidera Bhutto, también se ha reportado la muerte de un camarógrafo. El atentado es considerado como el más mortífero que ha experimentado Pakistán.
Las explosiones ocurrieron durante la masiva bienvenida popular que se daba a Benazir Bhutto a su retorno de un exilio de ocho años, en los cuales había residido en Dubái, Emiratos Árabes Unidos y en Londres, Reino Unido; sin embargo, ninguna de las dos explosiones causó heridas a la ex primera ministra, que se encontraba en la parte inferior del vehículo, siendo protegida por el blindaje. Las explosiones tuvieron lugar aproximadamente a las 00:52 Tiempo de Pakistán, a la mitad del recorrido que llevaba a Benazir Bhutto del Aeropuerto Internacional de Karachi al Mausoleo de Muhammad Ali Jinnah, el fundador de Pakistán, justo antes de que la comitiva cruzara un puente vehicular.
Tras el atentado, Benazir Bhutto fue escoltada a la Casa Bilawal, antigua residencia de su familia, mientras que los cientos de heridos fueron conducidos a los hospitales de Karachi.

## Reacciones
El presidente de Pakistán, Pervez Musharraf condenó el atentado que calificó como «una conspiración contra la democracia»: a la condena pakistaní siguieron las del Secretario General de las Naciones Unidas, Ban Ki-moon, de la Unión Europea, así como los gobiernos de Estados Unidos, la República Popular de China, el principal aliado de Pakistán en la región, así como de su adversario histórico, India, además de numerosos gobiernos alrededor del mundo.
El esposo de Benazir Bhutto, Asif Ali Zardari, responsabilizó a los servicios de inteligencia del gobierno de Pakistán del atentado contra la comitiva de su esposa, al declarar: «No fue un ataque de extremistas, sino de este servicio secreto».
Por su parte, Benazir Bhutto en declaraciones a la prensa al día siguiente del atentado, exigió al gobierno una investigación sobre el atentado, aunque también lo exculpó de cualquiera responsabilidad en el mismo. Bhutto señaló a antiguos miembros del gobierno del general Muhammad Zia-ul-Haq —-que en 1977 derrocó a su padre Zulfikar Alí Bhutto—-, como responsables del atentado en su contra, así mismo ratificó que permanecería en el país y apoyaría a su partido, el PPP, en las elecciones legislativas del próximo año.